# Уэстмакотт, Ричард (скульптор)
Сэр Ричард Уэстмакотт (англ. Richard Westmacott; 1775—1856) — английский скульптор-монументалист.

## Биография
Ричард Уэстмакотт постигал искусство скульптуры сперва под руководством отца скульптора Ричарда Уэстмакотта, затем продолжил учёбу в Лондоне.
В 1793 году отправился в Рим, где стал учеником Антонио Кановы. В 1797 году вернулся в Англию и создал собственную студию.

## Творчество

Статуя Ахилла, посвящённая победе Веллингтона над Наполеоном в Гайд-парке

Автор ряда памятников, статуй, бюстов и других работ в камне.
В 1806 году приобрёл известность статуей Аддисона, созданной для Вестминстерского аббатства. Эту известность он упрочил последующими своими работами, из которых особенно замечательны: памятники сэра Ральфа Аберкромби и лорда К. Коллингвуда в лондонском соборе святого Павла (1809); статуя короля Георга III верхом на коне для монумента этому государю перед Виндзорским дворцом (1820); колоссальная статуя Ахилла в Гайд-парке, посвящённая победе герцога Веллингтона над Наполеоном (1822). (Это было первое в британской столице скульптурное изображение обнажённого человека. И даже украшенное бронзовым фиговым листом, оно вызвало бурю негодования горожан); статуи адмирала Нельсона в Бирмингеме, Ливерпуле и на Барбадосе; памятник лорду Д. Каннингу, воздвигнутый в 1832 г. близ здания парламента — лучшее из произведений этого рода в Лондоне и статуя герцога Йоркского в Сент-Джеймсском парке.
С 1827 года был профессором Лондонской королевской академии художеств. Был посвящён в рыцарство в 1837 году.
Кроме творчества, занимался историческими и критическими исследованиями по своей специальности и издал в 1846 г. «Очерк средневековой пластики в Англии».
Его сын Ричард (1799—1872), также был известным скульптором.

## Галерея

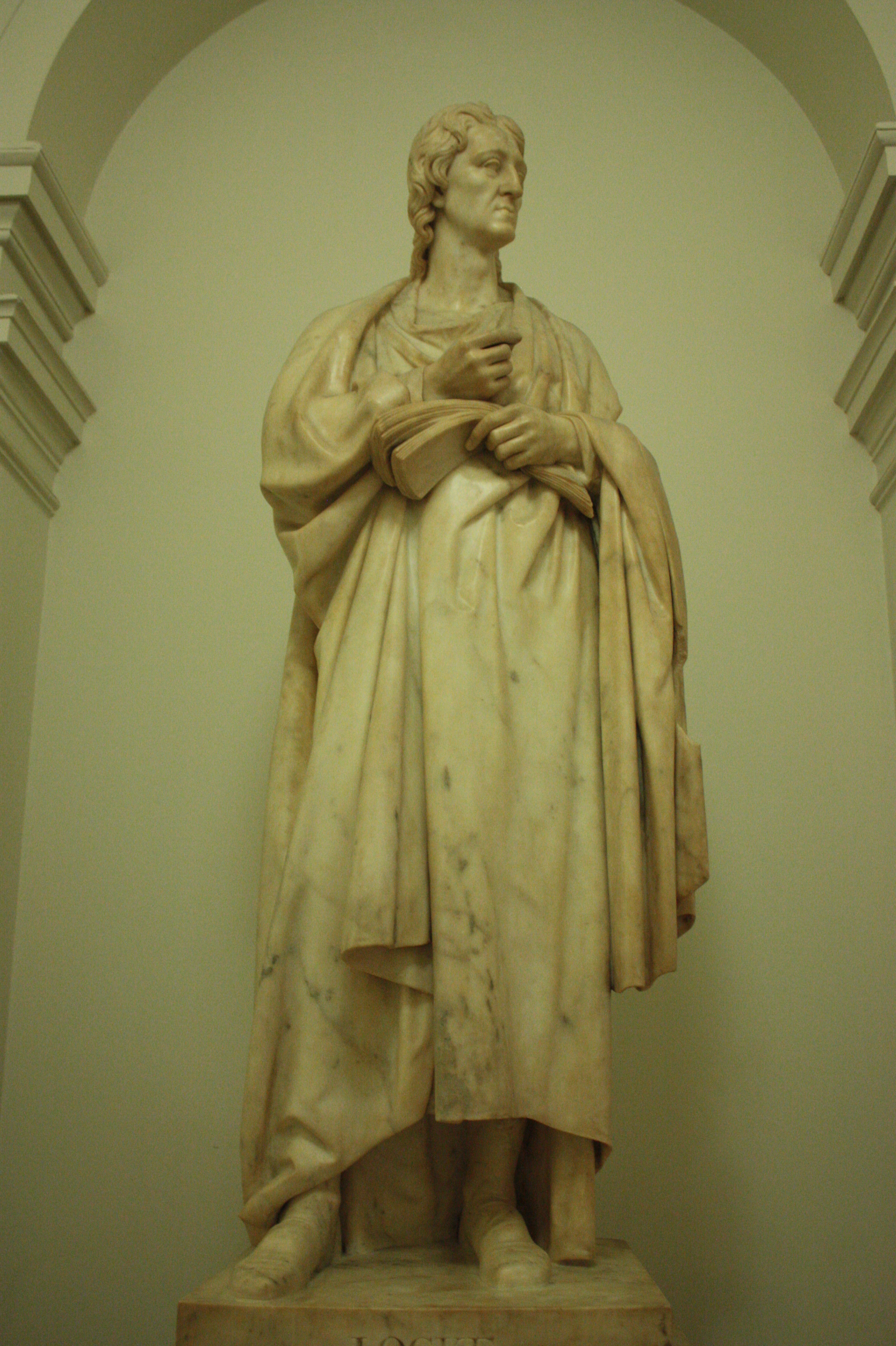
Памятник Д. Локку
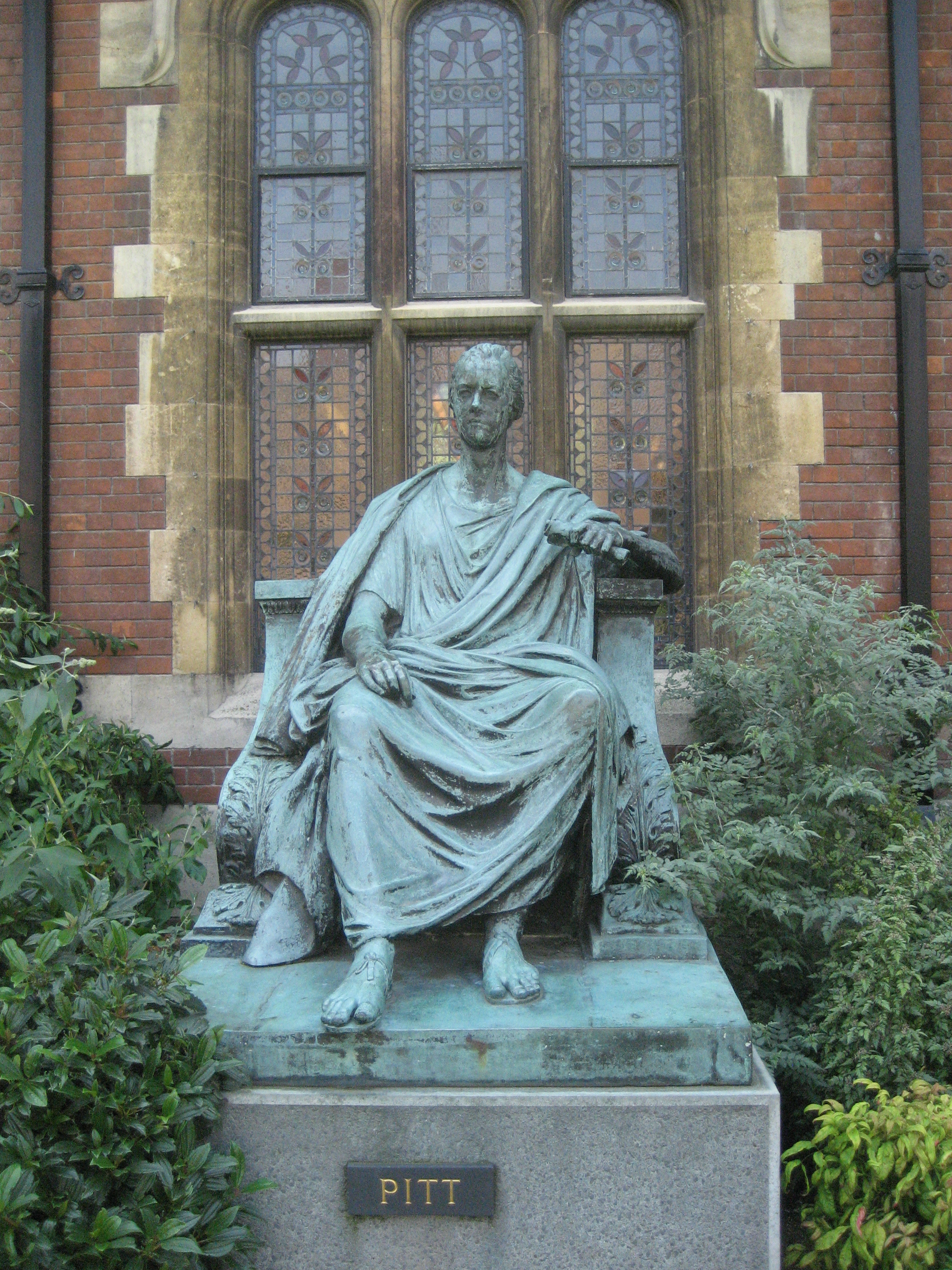
Памятник У. Питту Младшему в Кембридже
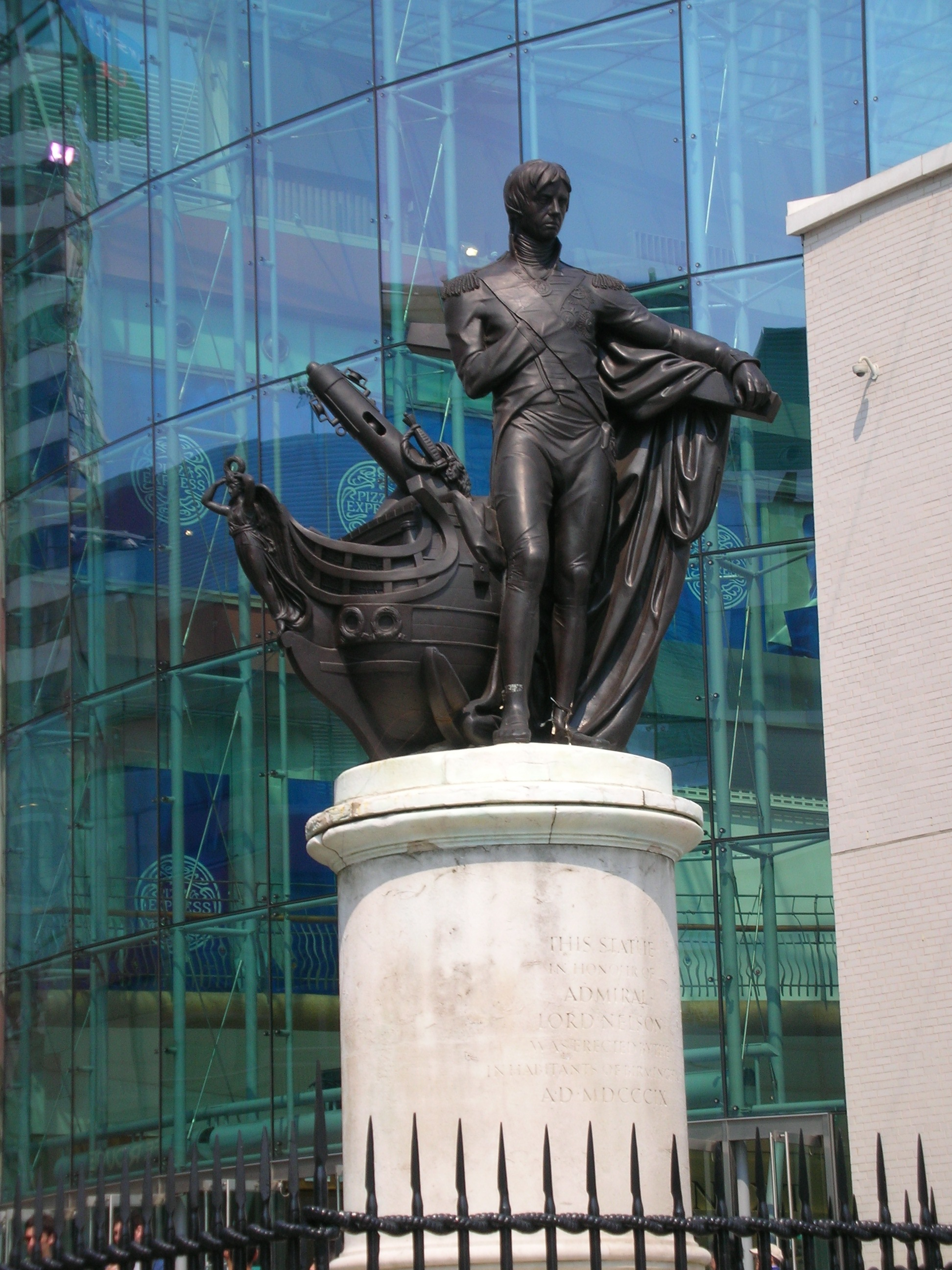
Памятник адмиралу Нельсону в Бирмингеме
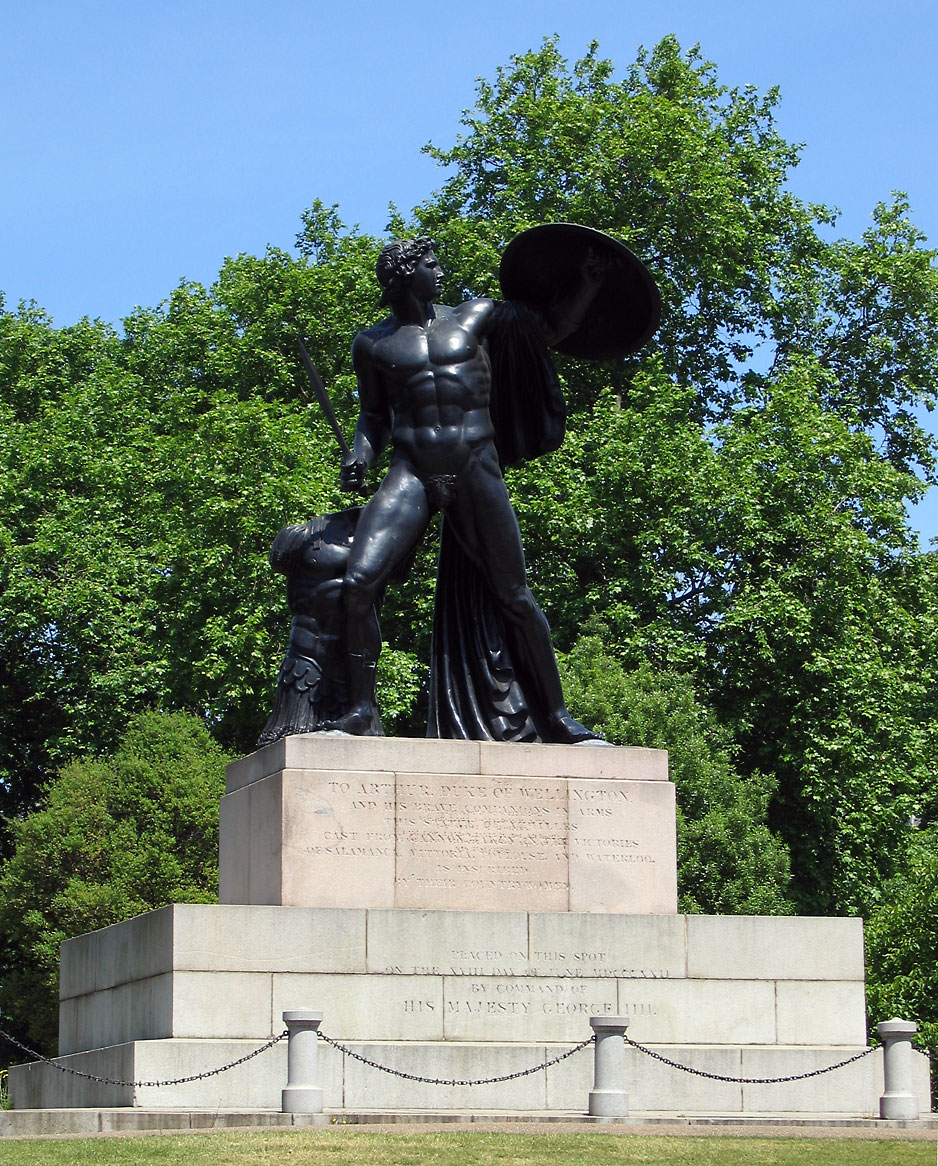
Ахиллес в Гайд-Парке (современный вид)